# Lorensbergs villastad

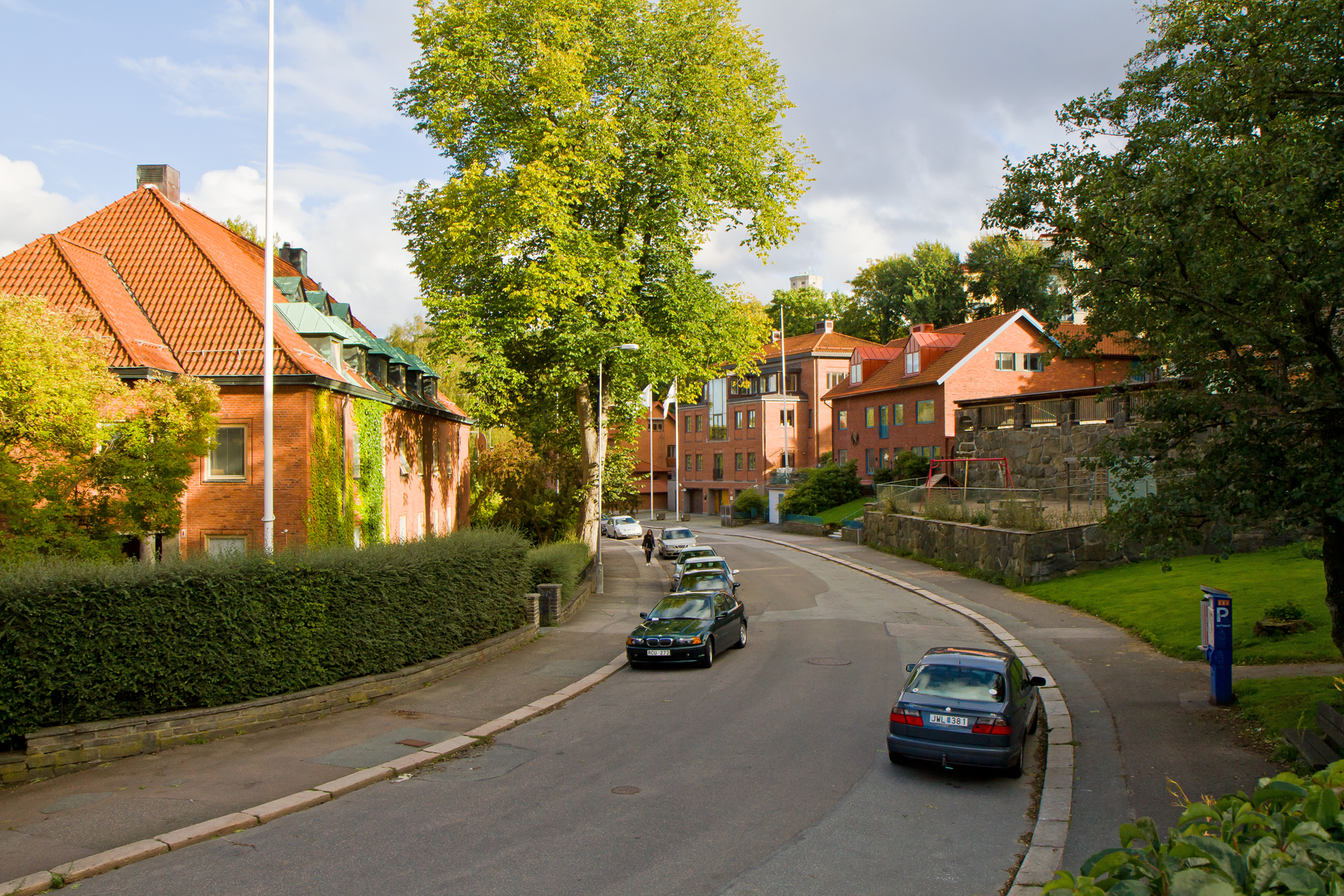
Lennart Torstenssonsgatan, september 2011.

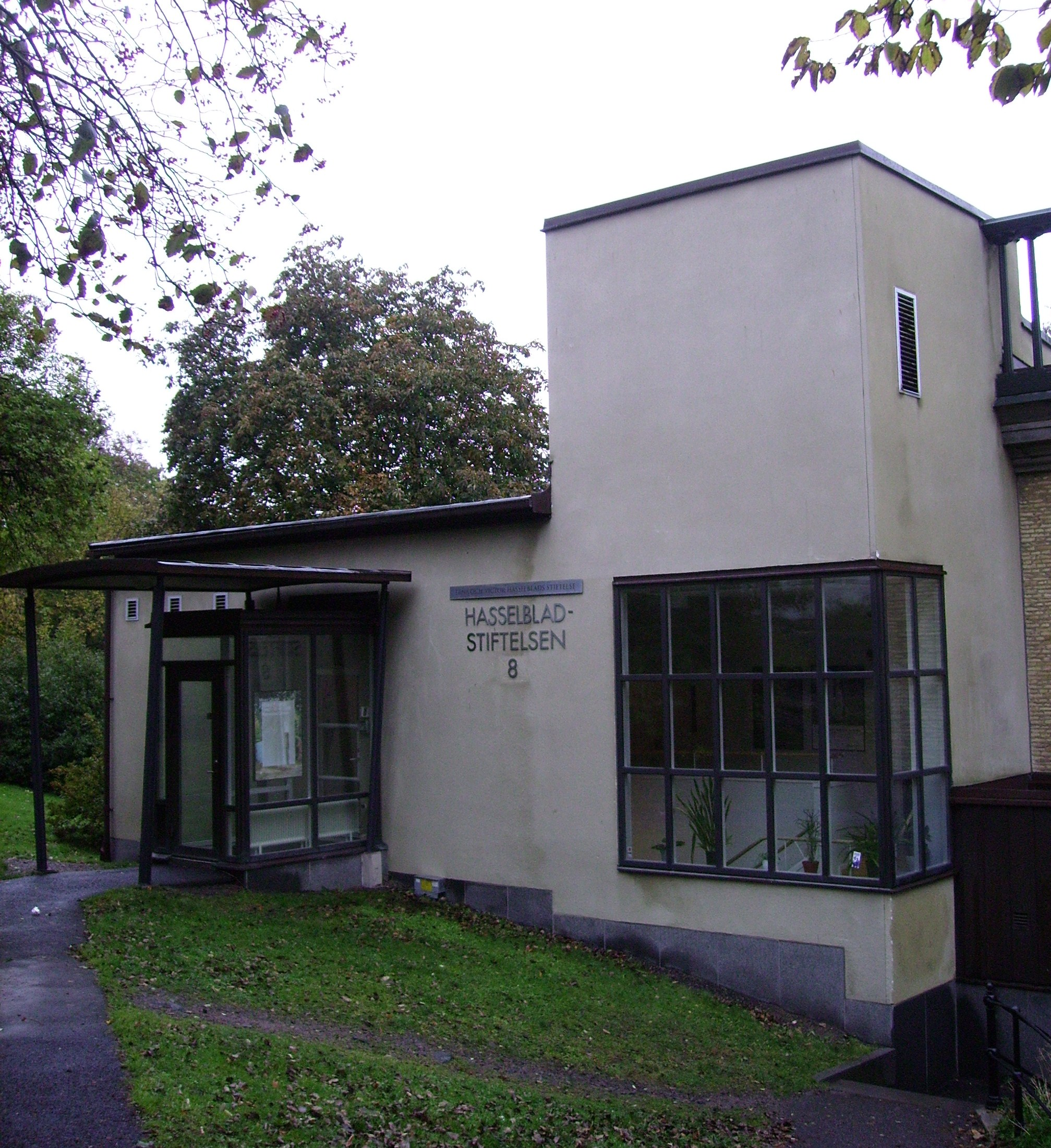
Hasselbladstiftelsens hus.

Lorensbergs villastad är ett villaområde i stadsdelen Lorensberg i Göteborg. Villorna och en radhuslänga uppfördes 1913–25. Alla byggnader utom tre var av sten med tegelfasader, och samtliga innehöll stora bostäder, dock begränsade av byggnadsbestämmelserna till 400 kvadratmeter. De uppfördes framför allt i nationalromantisk stil men även 1920-talsklassicism förekom. Villorna är byggda i 2–3 våningar och nästan alla har fasader av rött eller rödbrunt tegel. 
Stadsplanen för området fastställdes 1913 och utarbetades av Albert Lilienberg, som var förste stadsingenjör i Göteborg. Hans stadsplan var en omarbetning av Per Hallmans och Fredrik Sundbärgs förslag för stadens södra delar. Lilienberg utgick från Camillo Sittes idéer om en topografisk anpassning och slutna platser.
Villorna är uppförda på ett område bakom Götaplatsen, mellan Viktor Rydbergsgatan och Näckrosdammen, där terrängen är starkt kuperad och har nivåskillnader på upp till 40 meter. Genom att använda handslaget tegel, granit och tunga murar i natursten skapades en stor samhörighet med marken samt de lokala omgivningarna. Stadsplanen innehöll även vissa byggnadsbestämmelser där byggnadernas höjd, placeringen och storlek reglerades.
I mitten av området ligger ”Högåsplatsen”, ett litet torg som i sydost avgränsar bebyggelsen till Renströmsparken. Området var främst avsett för förmögna medborgare. Byggnaderna beskrevs när de stod klara ”som representanter för den moderna tidens patricierbostäder”. Under perioden 1940-55 kompletterades området med flera villor och även ett studenthem utmed Lennart Torstenssonsgatan.
År 2023 uppfördes det för första gången på mycket länge en ny byggnad i området, Villa Lorensberg – ett bostadshus med åtta bostadsrätter med adress Lennart Torstenssonsgatan 9. På adressen har det aldrig tidigare legat någon byggnad. Byggnaden nominerades till årets bästa byggnad (Per och Alma Olssons fond) 2024.

## Bevarande
- Bevaringsprogram 1975.
- Värdefulla miljöer 1985.
- Skydd enl Naturresurslagen 2 kap. Riksintresse.
- Skydd enl FSBM. Statligt byggnadsminne sedan 15 september 1994.[4]

## Byggnadsminnen inom villastaden
Inom Lorensbergs villastad finns det fyra hus, som är statliga byggnadsminnen sedan den 15 september 1994:

### Villa Smedmark, Bengt Lidnersgatan 7, Lorensberg 11:2

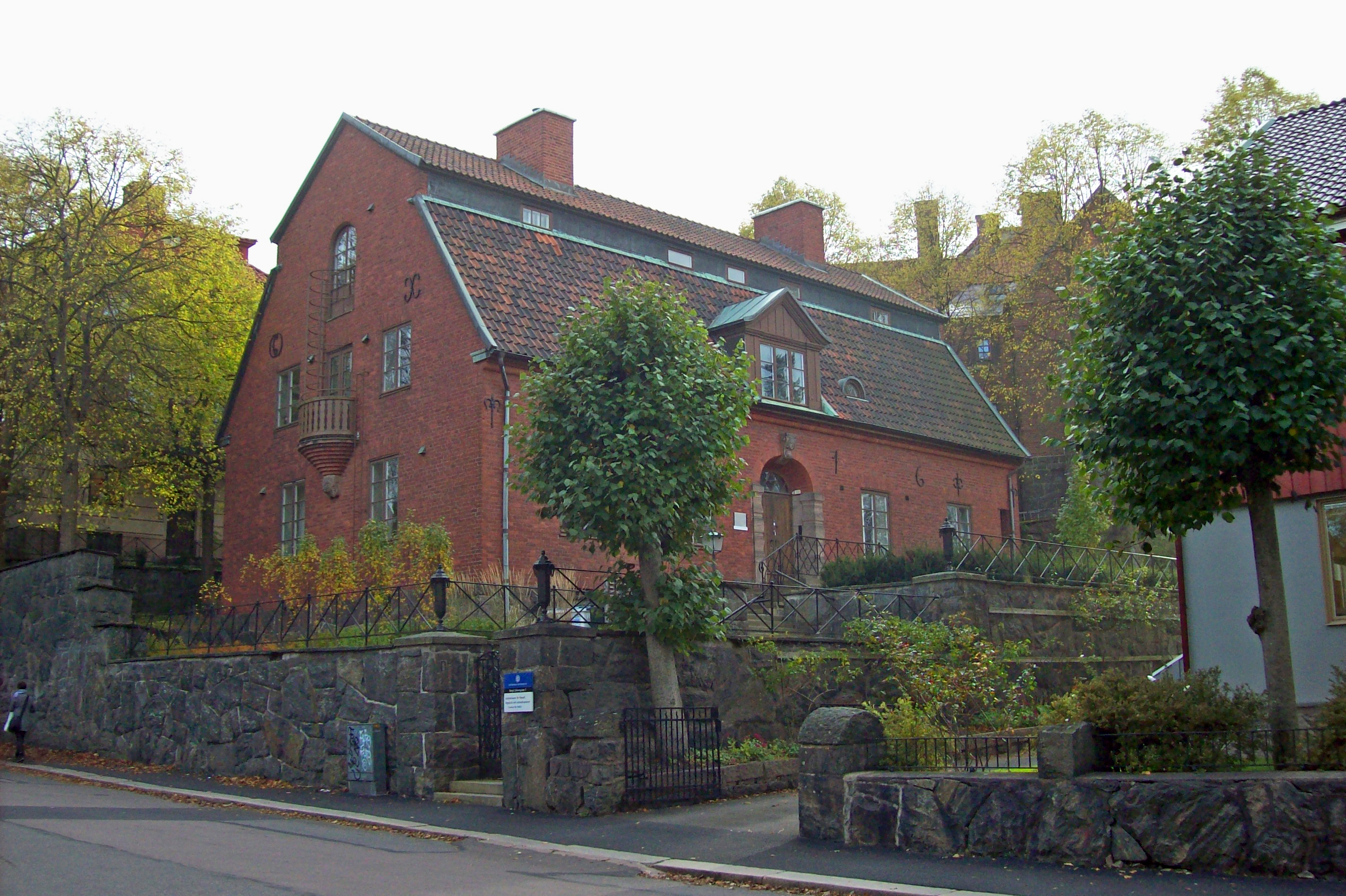
Villa Smedmark vid Bengt Lidnersgatan 7 i Göteborg.

Byggnaden ritades av arkitekt Ernst Torulf och uppfördes på initiativ av fabriksdisponenten Carl Smedmark. Byggnaden stod inflyttningsklar 1916 och fungerade som privatbostad fram till dess att Göteborgs universitet flyttade in i lokalerna 1954. I byggnaden har det skett förhållandevis få ändringar under årens lopp. Den största ägde rum i samband med att universitetet flyttade in i byggnaden. Numera huserar Institutionen för Genusvetenskap i byggnaden. Under den sista månaden som Göteborgs högskola existerade, köpte man av Carl Smedmarks dödsbo villan för 298 000 kronor. Villan skulle användas för historieundervisning. Den gränsar till Dicksonsgatan 2 och 4, vilka högskolan tidigare förvärvat.
Byggnaden är uppförd i två våningar med källare, inredd vind och krypvind. Fasaderna i rött tegel artikuleras bland annat av granitornament, burspråk och balkong. Det branta säteritaket är täckt med enkupigt rött tegel. Interiören är till stora delar välbevarad med snickerier, mörkbruna boaseringar, öppna spisar, fyllningsdörrar, parkettgolv och eldstäder samt blyspröjsade fönster.

### Villa Höglund, Viktor Rydbergsgatan 24, Lorensberg 11:4
Huset på Viktor Rydbergsgatan 24 ritades av arkitekt Björner Hedlund och uppfördes 1931 för direktör Linus Höglunds räkning. Sedan 1950-talet är det Göteborgs universitet, som bland annat använt lokalerna för Iberoamerikanska institutet. Störst förändringar i huset skedde på 1990-talet då en hiss installerades och delar av planlösningen förändrades.
Byggnaden är uppförd i två våningar med källare och inredd vind. Villa Höglund är klassicistisk i sitt uttryck med funktionalistiska inslag. Fasaden med rött tegel har burspråk, takfot med tandsnittsfris och naturstensdetaljer. Den pagodliknande takformen är belagd med rött tegel. I huset finns flera välbevarade rum med bevarade stuckaturer, spegeldörrar och blyspröjsade fönster.

### Villa Bjerke 2, Dicksongatan 2, Lorensberg 13:1

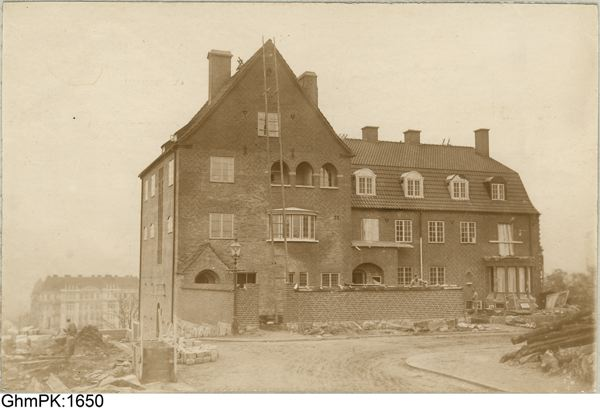
Bjerkeska huset vid Dicksonsgatan 2 var 1915 så gott som färdigbyggt. Grannhuset på nummer 4 är ännu inte påbörjat. Foto från Göteborgs stadsmuseum.

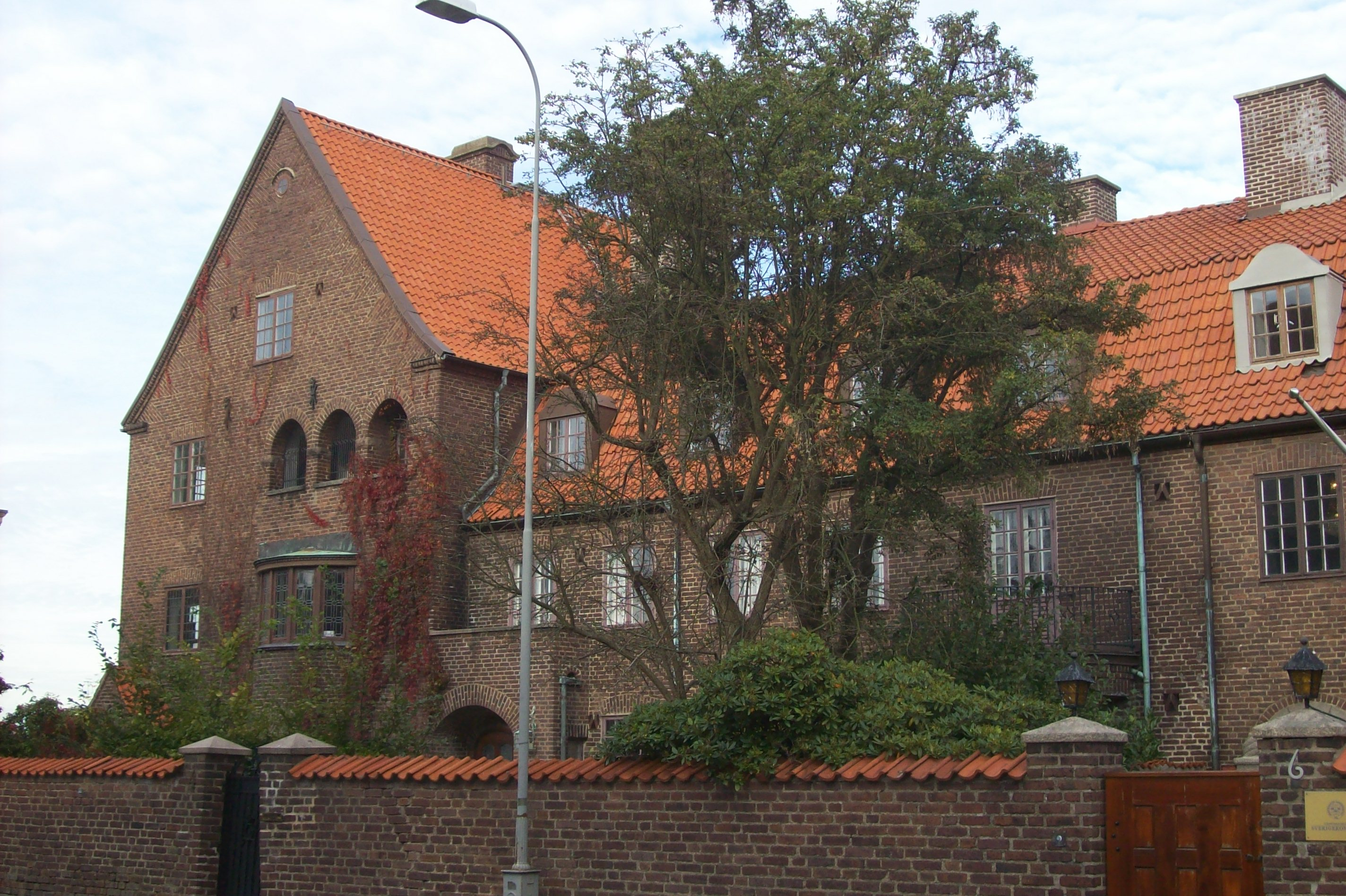
Radhusen vid Dicksonsgatan 2 och 4 i oktober 2011.

Gavelhuset i radhuslängan ritades av arkitekt Arvid Bjerke och huset inrymde såväl hans privatbostad som arkitekt- och ritkontor vid inflyttningen 1916. Dicksonsgatan 2/Skyttegatan 3 inköptes av Göteborgs universitet 1952. Byggnaden har endast genomgått smärre förändringar, vilka huvudsakligen handlar om utökat vatten och avlopp. På 1950-talet skedde en del förändringar i samband med att universitetets konstvetenskapliga institution flyttade in i huset.
Byggnaden är uppförd i tre våningar med källare, underkällare samt vind och övervind. Huset har flera vackra tidstypiska detaljer med mönstermurningar, burspråk och smidesdetaljer. I huset finns det en mängd välbevarade interiörer och ursprungliga detaljer, såsom mönsterlagda tegelgolv, slagna tegelvalv, öppna spisar, snickerier, brädtak och slagna tunnvalv av fasadtegel.

### Radhus Bjerke 4, Dicksonsgatan 4, Lorensberg 13:2
Fastigheten på Dicksonsgatan 4 och Skyttegatan 5 byggdes i princip samtidigt som resterande fastigheter i radhuslängan på Dicksonsgatan, alltså 1915–16, och ritades av arkitekt Arvid Bjerke. Huset uppfördes för direktören och köpmannen Erik Lidbeck med familj och fungerade som privatbostad. Sedan fastigheten stod klar 1916 har endast få förändringar skett, framför allt i samband med att universitetets filosofiska Institution flyttade in på 1950-talet.
Byggnaden utgörs av 2,5 våningar med inredd källare och vind. Exteriören utgörs av rött handslaget tegel med inslag av burspråk, trä- och blyspröjsade fönster samt välbevarade entrépartier. Interiören är intakt med ljusa putsade väggar, öppna spisar och mörka snickerier.

## Villorna
- Villa Reincke, Dickssonsgatan 12.

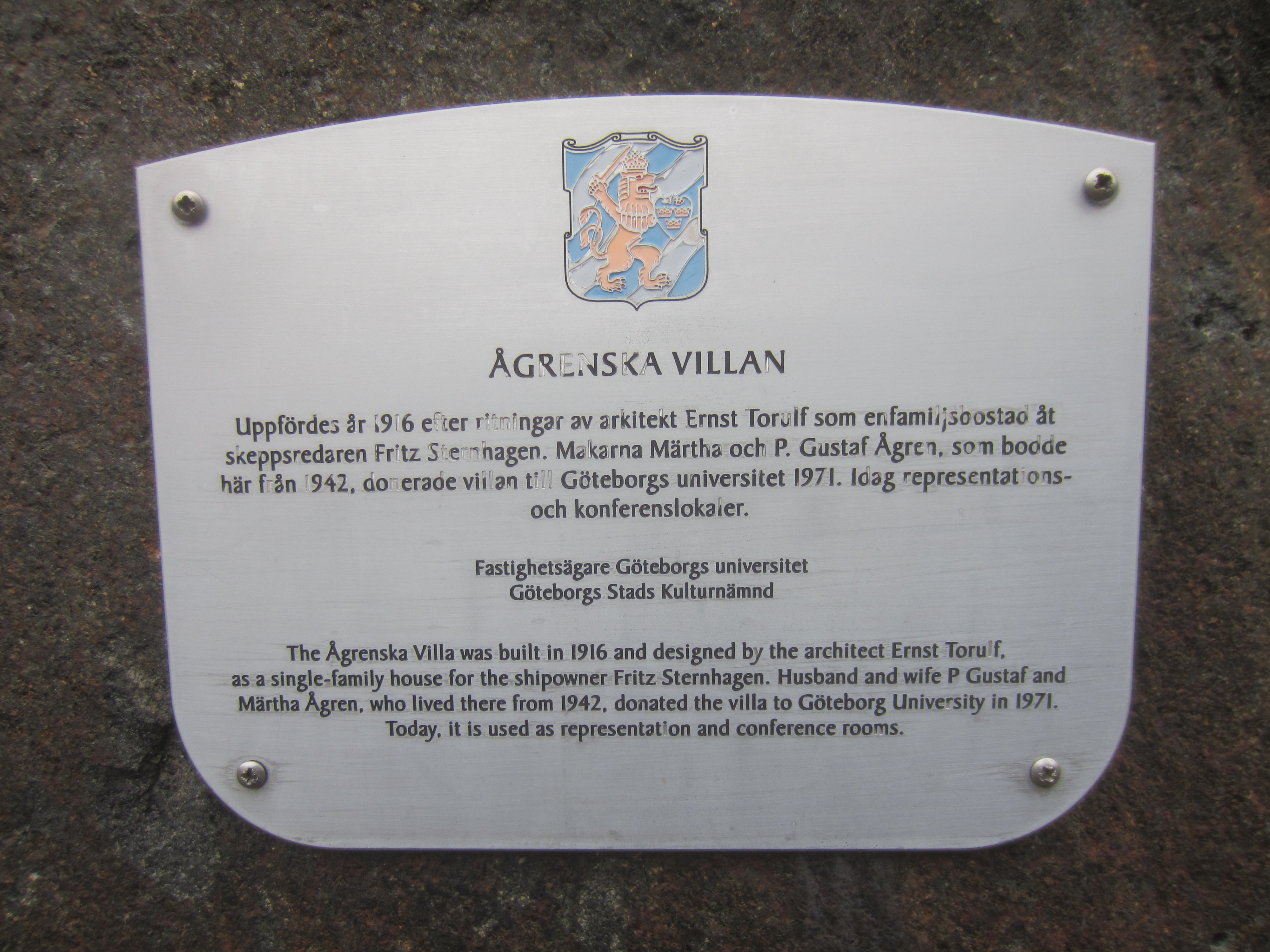
Plakett vid Ågrenska villan, Högåsplatsen 2.

- Villa Mellgren, Bengt Lidnersgatan 5. Oswald Westerberg 1916.
- Villa Smedmark, Bengt Lidnersgatan 7. Ernst Torulf 1916. SBM.
- Radhus Bjerke 2, Dicksonsgatan 2, Arvid Bjerke & Ragnar Ossian Swensson 1916. SBM.[10]
- Radhus Bjerke 4, Dicksonsgatan 4, Arvid Bjerke & Ragnar Ossian Swensson 1916. SBM.
- Villa Fischer, Ekmansgatan 3. Ebbe Crone 1916.
- Villa Ekman, Ekmansgatan 7. Karl Samuelson 1918
- Ågrenska villan, Högåsplatsen 2. Ernst Torulf 1916.
- Villa Torulf, Högåsplatsen 3. Ernst Torulf 1918.
- Villa Lembke, Högåsplatsen 4. Ernst Torulf 1915.
- Villa Mellgren, Högåsplatsen 6. Arvid Bjerke & R. O. Swensson 1917.
- Wijks Villa, Lyckans Väg 2, Arvid Bjerke & Ragnar Ossian Swensson 1913.
- Carlanderska villan, Lyckans väg 4. Arvid Bjerke & Ragnar Ossian Swensson 1913.
- Broströmska villan, Skyttegatan 1. Arvid Bjerke & R. O. Swensson 1916, inrymmer idag ”Royal Bachelors’ Club”
- Villa Hertz, Viktor Rydbergsgatan 8. R. O. Swensson 1928.
- Villa Olsson, Viktor Rydbergsgatan l0. Arvid Bjerke & R. O. Swensson 1916.
- Villa Hylander, Viktor Rydbergsgatan 12. R. O. Swensson 1922.
- Villa Solbu, Viktor Rydbergsgatan 14. Arvid Bjerke & R. O. Swensson 1916.
- Villa Forsberg, Viktor Rydbergsgatan 16. Arvid Bjerke & R. O. Swensson 1916.
- Villa Linton, Viktor Rydbergsgatan 18. Arvid Bjerke & R. O. Swensson 1916.
- Villa Beyer, Viktor Rydbergsgatan 20. Arvid Bjerke 1921.[11]
- Villa Janson, Viktor Rydbergsgatan 22. Karl Severin Hansson & Eugen Thorburn 1917.
- Villa Höglund, Viktor Rydbergsgatan 24. Björner Hedlund 1931. SBM.
- Villa Lorensberg, Lennart Torstenssonsgatan 9. 2023.